# 라몬 디아스
라몬 앙헬 디아스(스페인어: Ramón Ángel Díaz, 1959년 8월 29일 ~ )는 은퇴한 아르헨티나 출신의 축구 선수이자 현 축구 감독이다. 포지션은 스트라이커였다. 별명은 '대머리(El Pelado)'이다. 최근 캄페오나투 브라질레이루 세리이 A의 SC 코린치앙스 파울리스타 감독을 맡았다.
디아스는 1978년 리버 플레이트에서 선수 생활을 시작했다. 1979년 디에고 마라도나와 함께 20세 이하 청소년 월드컵에서 우승을 차지했으며, 이탈리아 세리에 A의 SSC 나폴리에 입단한 후 첫 월드컵인 1982년 FIFA 월드컵에서 한골을 넣었다. 1983년 US 아벨리노, 1986년 ACF 피오렌티나에서 뛴 그는 1988년 인테르나치오날레에 입단하였으나 한 시즌 후에 프랑스 르샹피오나의 AS 모나코 FC로 이적했다. 1991년 다시 리버 플레이트로 돌아와 활약하다 일본으로 건너가 요코하마 마리노스로 이적한 후 1993년 J리그 원년 득점왕에 올랐고, 1995년 은퇴하였다.
은퇴 후, 감독이 된 디아스는 1995년부터 2002년까지 리버 플레이트의 감독으로 있었다. 1996년 팀을 코파 리베르타도레스 우승으로 이끌었고, 5번의 리그 우승을 했다. 2004년 잠시 옥스퍼드 유나이티드 FC의 감독으로 있다가 2007년 CA 산로렌소의 감독 자리에 앉아 2006-07 시즌 클라우수라에서 우승을 차지하였다. 2008년 팀을 떠난 후 클루브 아메리카의 감독이 되었으나, 2009년 2월 10일 감독직에서 해임당했다.